# Batedor mesclador

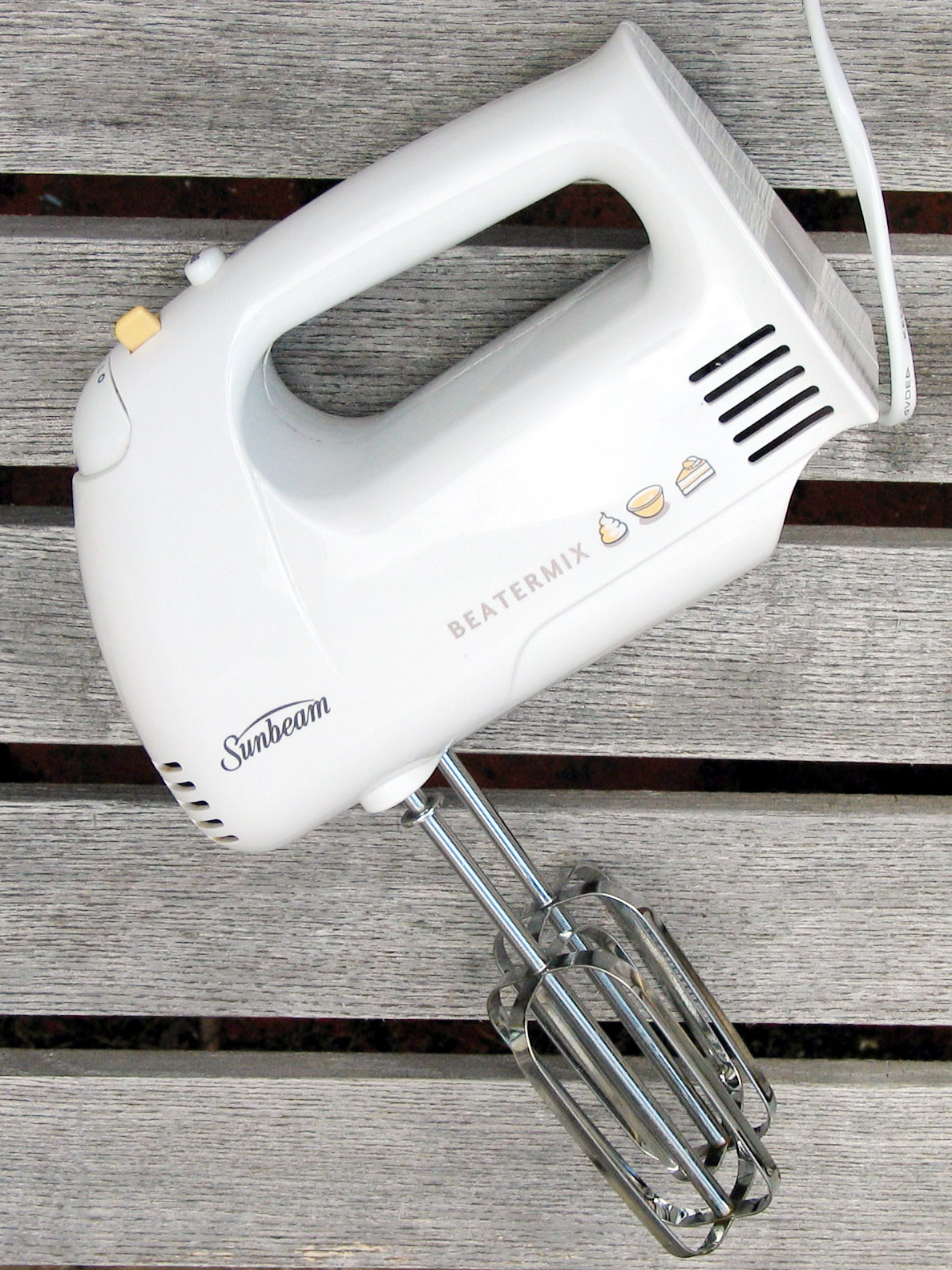
Batedora amassadora.

Un batedor és un electrodomèstic que permet batre o barrejar aliments tous, esponjar i emulsionar mescles i salses, i muntar clares d'ou a punt de neu.

## Funcionament
Un motor elèctric (usualment un motor universal) fa girar un eix, aquest eix va connectat a una sèrie engranatges, que es connecten a unes varetes de metall. En girar, aquestes provoquen el moviment de batut de la barreja d'ingredients.
Solen tenir diverses velocitats, controlades electrònicament o mecànicament mitjançant un interruptor fent la vida més fàcil i ràpida, i permet crear nous aliments unint ingredients.
Té un cos compacte, i l'accessori mesclador sol estar muntat en angle recte. Té varetes fines formant anelles, el que permet que l'aire penetri a la mescla. Els models que valen per a pastar disposen d'un altre accessori amb varetes metàl·liques més estretes i rígides.
La primera batedora va ser inventada per Herbert Johnston el 1908. No subjectava amb la mà com la majoria dels models actuals, més lleugers, sinó que era un aparell fix que es posava en una taula o un taulell. Va ser comercialitzada per l'empresa nord-americana Hobart Electric Manufacturing Company, que buscava oferir als restaurants una versió de taula de les grans batedores industrials ja existents.

## Antecedents
Abans que fossin inventades les batedores s'utilitzava el morter, que consisteix és un bol de pedra, bronze, fusta o terrissa vidriada d'ús domèstic, amb una mà de morter que permet triturar, polvoritzar o moldre manualment les matèries dipositades al bol, de manera que és possible obtenir una barreja alimentària més o menys homogènia. Amb el morter es pot obtenir una salsa en aproximadament una hora, mentre que amb la liquadora, que realitza la barreja d'aliments de manera gairebé instantània, la mateixa salsa s'obté en menys de 5 minuts, amb el consegüent estalvi de temps per a la preparació dels aliments. Per emulsionar salses i muntar la nata o les clares a punt de neu, s'utilitzava un batedor de varetes manual. Aquest estri se segueix emprant comunament avui en dia.